# 狭叶短檐苣苔
狭叶短檐苣苔（学名：Tremacron obliquifolium）为苦苣苔科短檐苣苔属下的一个种。